# Jan (Bratolubow)
Jan, imię świeckie Siergiej Wasiljewicz Bratolubow (ur. 4 czerwca?/16 czerwca 1882 w Kazaniu, zm. 27 lutego 1968 w Uljanowsku) – rosyjski biskup prawosławny.

## Życiorys
Był synem prawosławnego protoprezbitera. W rodzinnym Kazaniu ukończył seminarium, a następnie Akademię Duchowną, uzyskując w 1906 stopień kandydata nauk teologicznych. Po otrzymaniu dyplomu został skierowany do pracy w seminarium duchownym w Symbirsku w charakterze asystenta inspektora. W roku następnym złożył wieczyste śluby mnisze przed arcybiskupem symbirskim i syzrańskim Jakubem, po czym objął obowiązki asystenta nadzorcy w szkole duchownej w Ust'-Sysolsku. W 1912 otrzymał godność archimandryty. Przez kolejne pięć lat kierował szkołą duchowną w Mohylewie, po czym sprawował kolejno obowiązki przełożonego monasteru Trójcy Świętej w Tiumeni oraz monasteru Ikony Matki Bożej „Znak” w Tobolsku.

### Biskup
W 1923 przyjął chirotonię biskupią z rąk patriarchy moskiewskiego i całej Rusi Tichona. Został wówczas wikariuszem eparchii tobolskiej i tiumeńskiej z tytułem biskupa bieriezowskiego. W eparchii tobolskiej propagował kult Jana Maksymowicza, biskupa tobolskiego.
Już w roku następnym biskup Jan został skierowany do eparchii sarapulskiej jako jej wikariusz, biskup wotkiński. Następnie był biskupem szackim, wikariuszem eparchii tambowskiej (1927), ordynariuszem eparchii uralskiej (1929–1930) i biskupem kurgańskim (1930–1931). Jego służbę w Kurganie przerwało aresztowanie i skazanie na pięć lat pozbawienia wolności za działalność antyradziecką. Karę odbywał początkowo w łagrze w Taszkencie, a następnie w Bek-Budi. W 1936 został zwolniony, lecz już rok później aresztowano go ponownie. Skazany na dziesięć lat łagrów, został zwolniony przedterminowo w 1942. Bezpośrednio po opuszczeniu obozu został dowieziony na Sobór Biskupów Rosyjskiego Kościoła Prawosławnego (pierwszy od Soboru Lokalnego w 1918). W 1943 został powołany na katedrę iżewską, na której pozostał przez dwa lata. Następnie od 1945 do 1948 był arcybiskupem ufijskim, po czym został przeniesiony w stan spoczynku i skierowany do monasteru w Żyrowicach. W 1953 mianowano go arcybiskupem uljanowskim.
Jako biskup żył wyjątkowo skromnie, często zachowywał się jak jurodiwy, wierni przypisywali mu dar jasnowidzenia. Wielokrotnie odbywał wizytacje w cerkwiach swojej eparchii. W 1959 władze radzieckie zlikwidowały eparchię uljanowską. Biskup Jan pozostał w Uljanowsku jako hierarcha w stanie spoczynku, tam też w 1968 zmarł. Został pochowany na cmentarzu miejskim w Uljanowsku w pobliżu cerkwi Zmartwychwstania Pańskiego.